# Valerijus Simulik
Valerijus Simulik (ur. 2 sierpnia 1966 w Szawlach) – litewski pedagog, działacz społeczny i samorządowiec, poseł na Sejm Republiki Litewskiej.

## Życiorys
W 1988 ukończył studia na wydziale fizyki i matematyki Szawelskiego Instytutu Pedagogicznego. W 2003 został absolwentem Wydziału Nauk Społecznych Uniwersytetu Szawelskiego ze specjalnością zarządzanie oświatą, dwa lata później uzyskał magisterium z zakresu prawa na Uniwersytecie Michała Römera w Wilnie.
Pracował jako nauczyciel fizyki w szkołach litewskich, m.in. w Kownie, później uzyskał zatrudnienie na macierzystym Wydziale Instytutu Pedagogicznego w Szawlach. Od 1991 do 1994 pełnił funkcję wicedyrektora XXI Szkoły Średniej w Szawlach, później był dyrektorem Szkoły Średniej w dzielnicy Gytariai. Od 1999 członek Litewskiej Radiowej Federacji Sportu, Litewskiego Towarzystwa Miłośników Radia, a także Lions Clubs International.
Pod koniec lat 90. zaangażował się w działalność polityczną. W 1999 wstąpił do Nowego Związku, a od 2002 pełnił funkcję przewodniczącego jego oddziału w Szawlach. W wyborach samorządowych z 2000 uzyskał mandat radnego rady miejskiej Szawli, który odmawiał w 2002 i 2007.
W 2000 i 2004 z ramienia socjalliberałów wybierano go do Sejmu Republiki Litewskiej, gdzie przez dwa lata sprawował urząd przewodniczącego Komisji Oświaty, Nauki i Kultury. W wyborach z 2008 po raz trzeci uzyskał mandat poselski (jako jedyny reprezentant Nowego Związku), kandydując w szawelskiej dzielnicy Dainai. W trakcie kadencji przystąpił m.in. do frakcji LSDP. Z ramienia tego ugrupowania w 2012 został ponownie wybrany do Sejmu. W 2016 uzyskał poselską reelekcję tym razem jako kandydat Litewskiego Związku Rolników i Zielonych. W parlamencie zasiadał do 2020. W 2023 ponownie został wybrany na radnego Szawli.

## Odznaczenia
- Medal Rady Bałtyckiej – 2003[5]